# Фоб (митологија)
Фоб, (грч. Φόβος) је син бога рата Ареја и богиње љубави и лепоте Афродите.

## Митологија
Фоб, оличење страха, је наследио све особине свог оца, и са својим братом Димом који је оличење ужаса, учествовао је, раме уз раме са својим оцем у свим његовим биткама. Његова пројатељица је Фига (Бекство).
- Астрономи су именом Арејевог сина Фоба, назвали један од два месеца планете Марс.